# Maximianus (poète)
Maximianus ou Maximien est un poète latin, né en Étrurie. Il vivait au Ve ou au VIe siècle de notre ère.
Il nous apprend dans ses vers qu’il habite Rome pendant sa jeunesse, qu’il acquit une grande réputation comme poète et comme orateur et qu’il fut chargé de se rendre en Orient, au nom du roi d’Italie, pour établir des relations amicales entre les deux royaumes.
D’après quelques auteurs, ce serait le même personnage qu’un certain Maximien, à qui Thèodoric adressa une lettre conservée par Cassiodore, et il fit partie d’une ambassade envoyée par Théodoric, roi des Goths, à l’empereur Anastase.
Quoi qu’il en soit, Maximien est auteur de six élégies amoureuses qui ont été publiées pour la première fois sous ce titre : Maximiani philosophi et oratoris clarissimi Ethica suavis et perjucunda (Utrecht, vers 1473).
En 1501, le Napolitain Pomponius Gauricus en publia à Venise une nouvelle édition, intitulée Cornelii Galli fragmenta, avec une préface dans laquelle il s efforçait de démontrer que l’auteur de ces poésies était Cornélius Gallus, ami de Virgile et d’Ovide. Bien que ces pièces laissassent beaucoup à désirer au point de vue de la pensée, de la pureté du style, de la correction des vers, on a longtemps accepté comme vraie l’opinion de Gauricus, qui était coupable d’une imposture préméditée, car il avait omis à dessein ces vers qui révélaient le nom du véritable auteur :

« Atque aliquis, cui cæca foret bene nota voluptas,
Cantat, cantantem Maximianus amat. »

## Source
« Maximianus (poète) », dans Pierre Larousse, Grand dictionnaire universel du XIXe siècle, Paris, Administration du grand dictionnaire universel, 15 vol., 1863-1890 [détail des éditions].